# Zgornja Sveča
Zgornja Sveča – wieś w Słowenii, w gminie Majšperk. W 2018 roku liczyła 62 mieszkańców.